# Радзивилл, Мария
Мари́я Радзиви́лл (урождённая Лупу (Лупул); 1625 год, Яссы — 1660 год, Львов) — княгиня, деятель православной церкви, вторая жена гетмана великого литовского, магната Януша Радзивилла.

## Происхождение
Княжна, старшая дочь наказного молдавского господаря Василия Лупу и Тудоски Бучеч (Тудоски Бучек). Князь и господарь Молдавского княжества Османской империи Василий Лупул Албанец считался владетелем огромных богатств и особенно славился красотою своих дочерей, его младшая дочь и сестра Марии Роксанда была замужем за сыном Богдана Хмельницкого Тимофеем.

## Биография
Мария получила хорошее образование, знала латынь и греческий. С будущим мужем Янушем Радзивллом вела переписку на польском языке, подписываясь «Maria hospodarowna ziem moldawsskich» (Мария, дочь господаря Земли Молдавской).
Первой женой Януша Радзивилла была Екатерина Потоцкая — внучка господаря Молдавского княжества Иеремия Могилы (Еремея Водэ Мовиле). В конце 1644 года Януш Радзивилл, заручившись поддержкой польского короля Владислава IV Вазы и согласием родителей невесты, посватался к Марии Лупу, послав ей сундуки с тканями, золотые и серебряные изделия.
Свадьба произошла в феврале 1645 года в Яссах в присутствии многочисленных высоких гостей, венчал молодых киевский митрополит Пётр Могила.
От мужа княгиня Мария Лупу получила во владение деревни Орлю и Любчу в Новогрудском воеводстве ВКЛ.
Оставаясь, в отличие от протестанта-мужа, православной, построила в Кейданах церковь. 
Во время русско-польской войны 1654—1667 годов была на стороне русских, защищала с крестьянами имение Вижуны от шведов.
После смерти мужа (1655 год) пыталась вернуть драгоценности из своего приданого, хранившиеся в сокровищнице Радзивиллов, но двоюродный брат мужа — слуцкий князь Богуслав — уклонился от разговора. 
Оставила своё завещание, в котором отписала значительные суммы Печерской лавре, Успенскому монастырю в Заблудуве и на основание двух виленских монастырей. Она определила местом своего погребения монастырь в Заблудуве, если в виленском Святодуховом монастыре это по какой-либо причине будет невозможным.
Князь Богуслав опротестовал завещание, ссылаясь на ущемление прав своей жены Анны Марии (падчерицы Марии). Протест неоднократно рассматривался Литовским трибуналом, завещание так и не было исполнено.
Скончалась в городе Львов. Останки княгини покоились, до 1917 года, в цинковом саркофаге Слуцкого Свято-Троицкого монастыря.

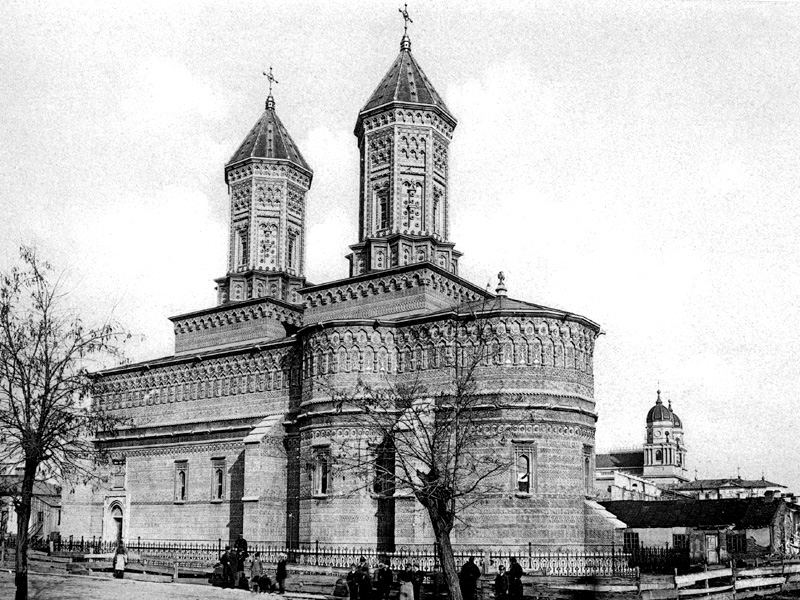
Троицкая церковь в Яссах, в которой венчались княжна Марии Лупул (Лупу) и магнат Януш Радзивилл.
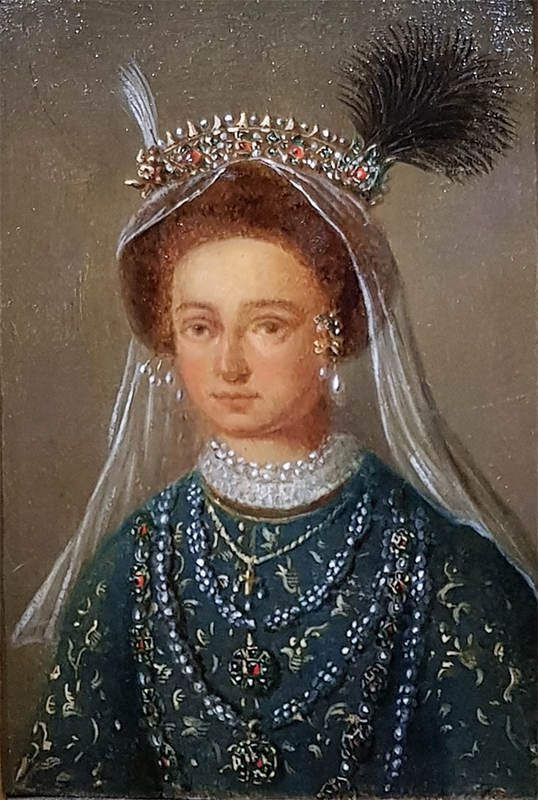
Портрет Марии Радзивилл, из рода Лупул (Лупу) XVII столетие.
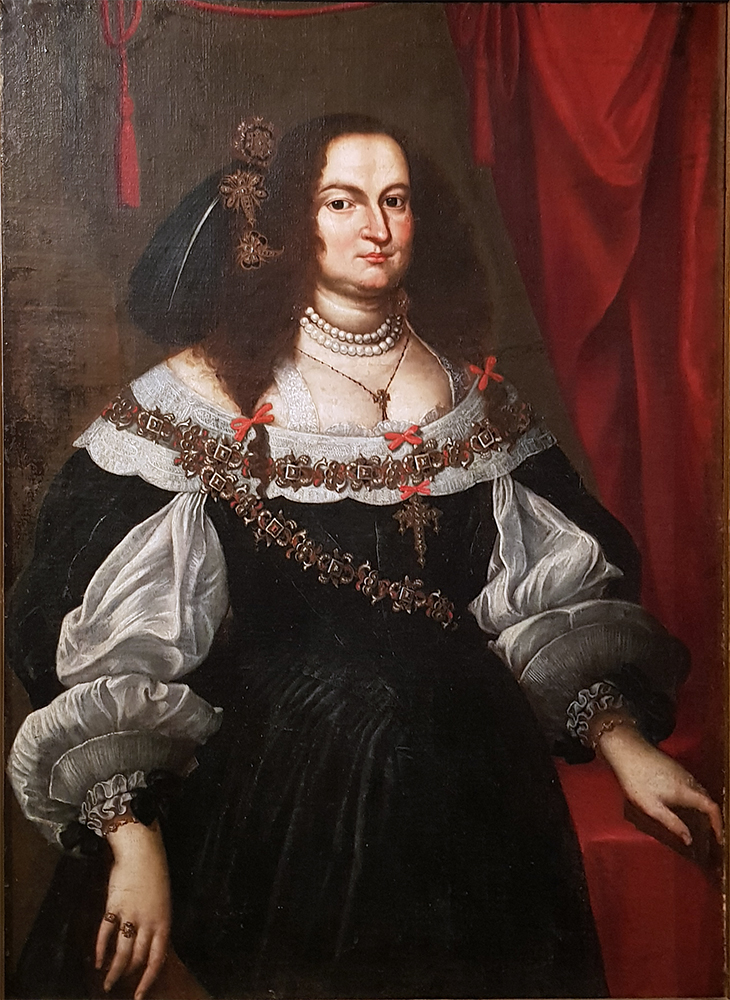
Портрет Марии Радзивилл, из рода Лупул (Лупу) 1660 год.
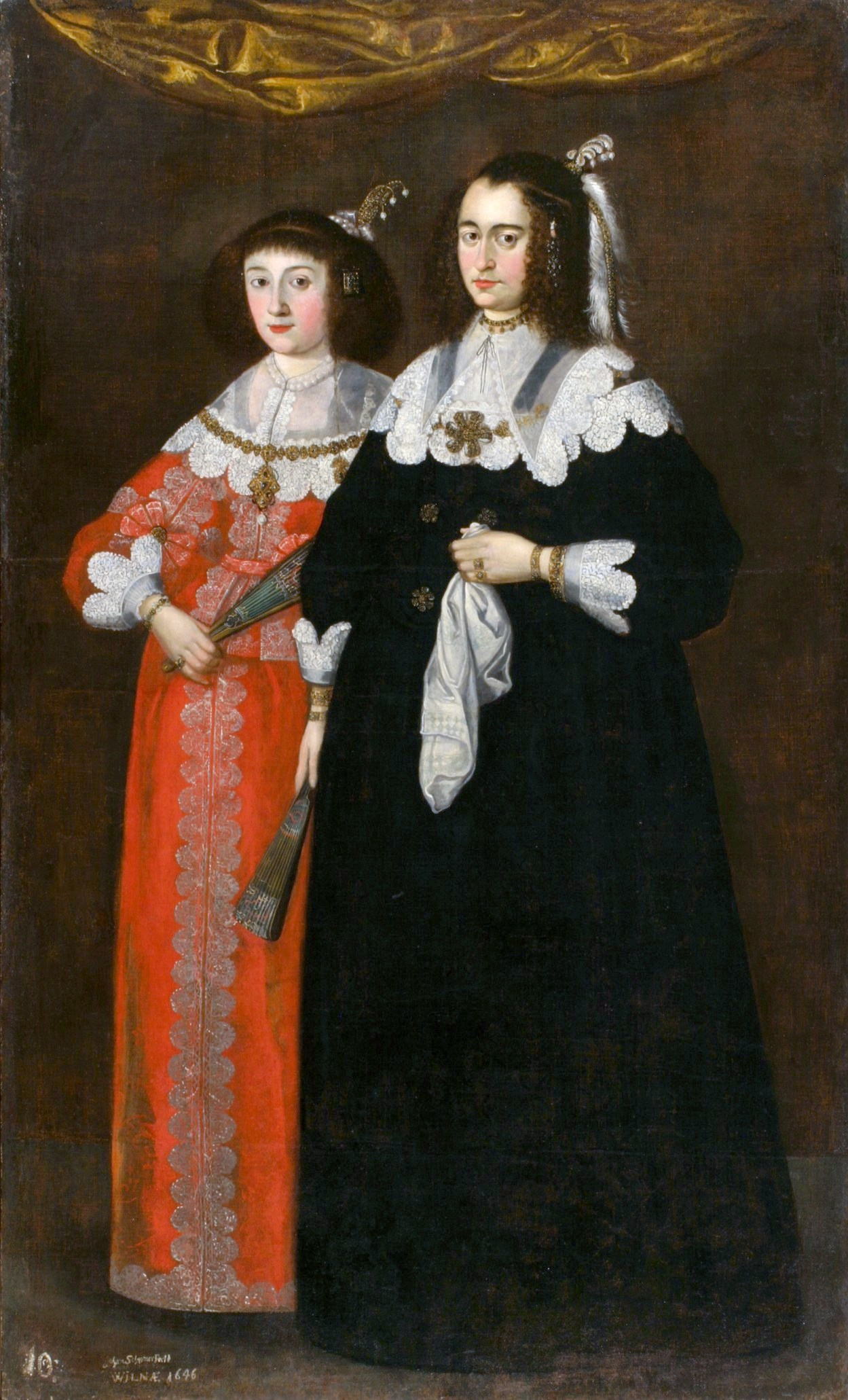
Портрет Екатерины Потоцкой и Марии Лупул (справа)), двух жен магната Януша Радзивилла, 1612 — 1655 годы.